# Saor Uladh
Saor Uladh - (iriska för ett fritt Ulster) var en kortlivad paramilitär organisation på Nordirland som var aktiv under 1950-talet.
Saor Uladh var en utbrytargrupp från Irländska republikanska armén, den skapades 1953 i County Tyrone av Liam Kelly och Phil O'Donnell, med Fianna Uladh som politisk vinge. Kelly hade blivit utesluten tidigare eftersom han hade planerat en operation utan tillstånd från armérådet. Kelly valdes senare in i Seanad under 1954 på grund av ansträngningar som en viss Seán MacBride genomförde då gruppen hade starka band med Clann na Poblachta. Ovanligt nog för republikanska grupper vid den här tiden erkände Saor Uladh republiken Irland och dess parlament Dáil Éireann.
Saor Uladh var inblandad i en attack på en RUC-station 1955 i Rosslea, County Fermanagh då en av deras egna medlemmar blev allvarligt skadad, och i maj 1957 genomfördes ytterligare ett bombattentat i Newry med stulna sprängmedel. Gruppen fick även vapen från USA eftersom Kelly hade kontakter där, de fick inte bara gevär eller pistoler utan även antitank vapen. Trots sin lilla arsenal lyckades gruppen genomföra ett flertal attacker mot olika polisposteringar och broar.
Saor Uladh var närmast knutna till det socialistiska och republikanska partiet Clann na Poblachta - som då satt i regeringen - trots att ingen formell koppling någonsin erkändes. [källa behövs]
Deras militära kampanj förstörde flera utposter för britterna och de angrep även flera stycken polisutposter. Saor Uladh hade sin huvudsakliga bas i County Tyrone och i det området var IRA tvungna att tolerera dem eftersom Kelly var så extremt populär. När IRA började genomföra sin gränskampanj började Saor Uladh sakta försvinna och många medlemmar gick till IRA.